# Serra de Carreu
La Serra de Carreu és una serra del terme municipal d'Abella de la Conca, a la comarca del Pallars Jussà, però amb una petita part -l'occidental- en el terme de Conca de Dalt, en el seu antic terme d'Hortoneda de la Conca, també del Pallars Jussà, i una altra petita part -l'oriental- que entra a l'antic terme de Montanissell, actualment de Coll de Nargó, a l'Alt Urgell.
Aquesta serra separa dues parts prou diferenciades del terme d'Abella de la Conca, tot i que administrativament unides: la major part del terme al sud de la serra, i la vall de Carreu, al nord. Aquesta darrera només es comunica amb la resta del terme per antics camins de muntanya, tradicionalment accessibles pràcticament només a peu, tot i que avui dia la pista que hi mena des de Bóixols és també transitable la major part de l'any. En canvi, l'accés més fàcil el té per pistes de muntanya: cap a l'oest, a través del poble de Pessonada, del terme de Conca de Dalt; cap a l'est, per Capdecarreu i el coll de Llívia, cap a la carretera d'Isona a Coll de Nargó, però dins del terme de Coll de Nargó, pertanyent a l'Alt Urgell.
En el vessant septentrional de la serra s'estenen el Bosc de Carreu i l'Obaga de Carreu, que constitueixen la meitat oriental de la riba esquerra del riu de Carreu.
De fet, és un contrafort al sud-est de la serra de Boumort, que s'estén paral·lelament a aquesta.

## Etimologia

La Serra de Carreu, respecte del terme d'Abella de la Conca

Com explica Joan Coromines en la formació del topònim “Carreu” actua el nom preromà de la roca, karri, que dona també per un costat “Carrànima”, i per l'altre, tot de topònims de zones muntanyoses que tenen l'element “quer-”: Queralbs, Querol, el Querforadat, etcètera.
És un topònim documentat des del segle X, tot i que no es pot assegurar si el document on es troba l'esment de “Carreu” es refereix a aquest poble disseminat, o bé a la casa i església de Carreu del proper terme de Gavarra, actualment pertanyent al de Coll de Nargó.

## Geografia

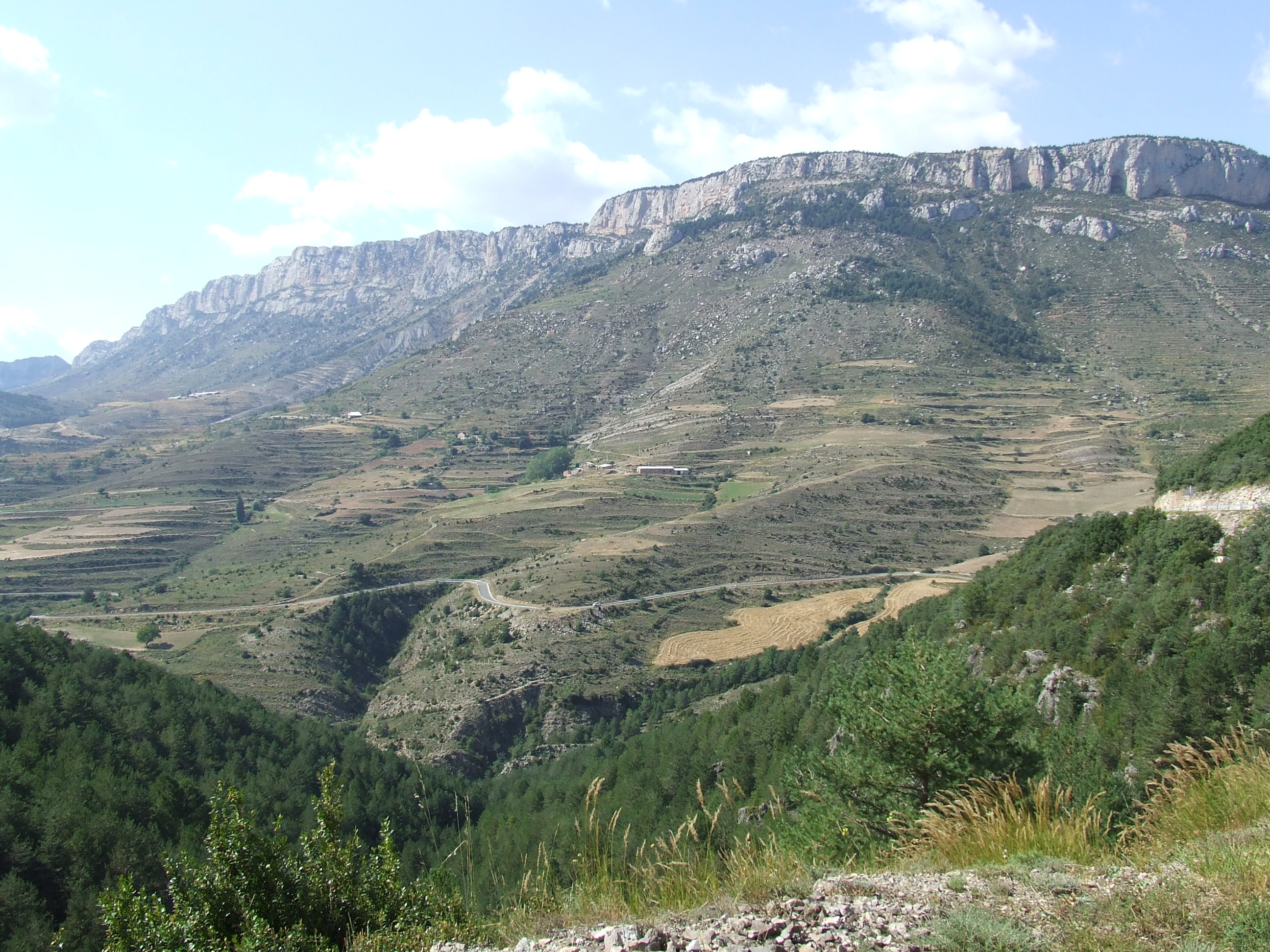
La Serra de Carreu a la Gavernera, el seu extrem de llevant

L'extrem de llevant de la serra, que s'estén d'est a oest amb una lleugera inclinació de NE a SO, és dins del terme de Coll de Nargó, de l'Alt Urgell, dins de l'antic municipi de Montanissell, mentre que l'extrem occidental és just al límit dels termes d'Abella de la Conca i de Conca de Dalt.

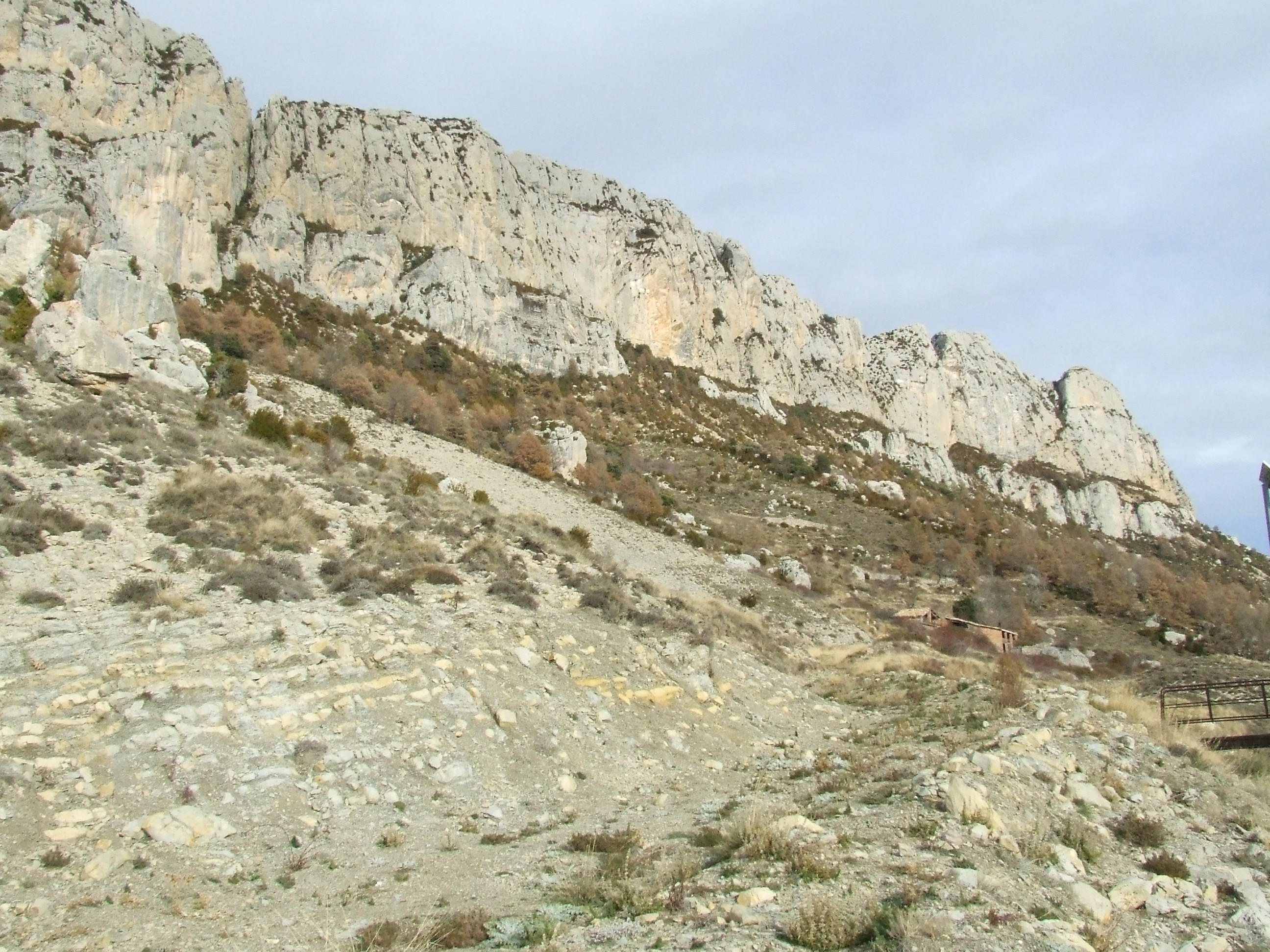
La Serra de Carreu en el seu tram central, al Pical Ras

Aquest extrem de ponent marca un circ en forma d'arc de NE a SO que acull les valls dels barrancs de Caborriu i de la Vall, el primer afluent del segon, i, ja junts, tots dos afluents del riu d'Abella just al nord del Forat d'Abella. El conjunt de la serra de Carreu fa de redòs pel nord d'un sector del terme d'Abella de la Conca que fou força habitat en èpoques pretèrites, però que avui dia roman quasi del tot despoblat, llevat d'algun habitacle utilitzat circumstancialment l'estiu. Acull a l'extrem de llevant l'antic poble de la Torre d'Eroles (popularment, la Torre) i en el de ponent, més proper a la vila d'Abella de la Conca, les masies anomenades Masia Gurdem, Cal Gurdem Vell, el Mas Palou, Cal Pere del Trena, i les anomenades Casa Fontanet, Casa Montsor, Casa Sarró, Casa Toà, Casa de la Vall i Casa Víctor, així com nombroses bordes (del Castelló, del Cuquerlo, del Miquelet, del Paulí, Marinxina) i la Cabana de Llenasca. També pertany a aquest sector el Molí d'Abella. El Mas Palou conserva les restes de l'església de Santa Maria.

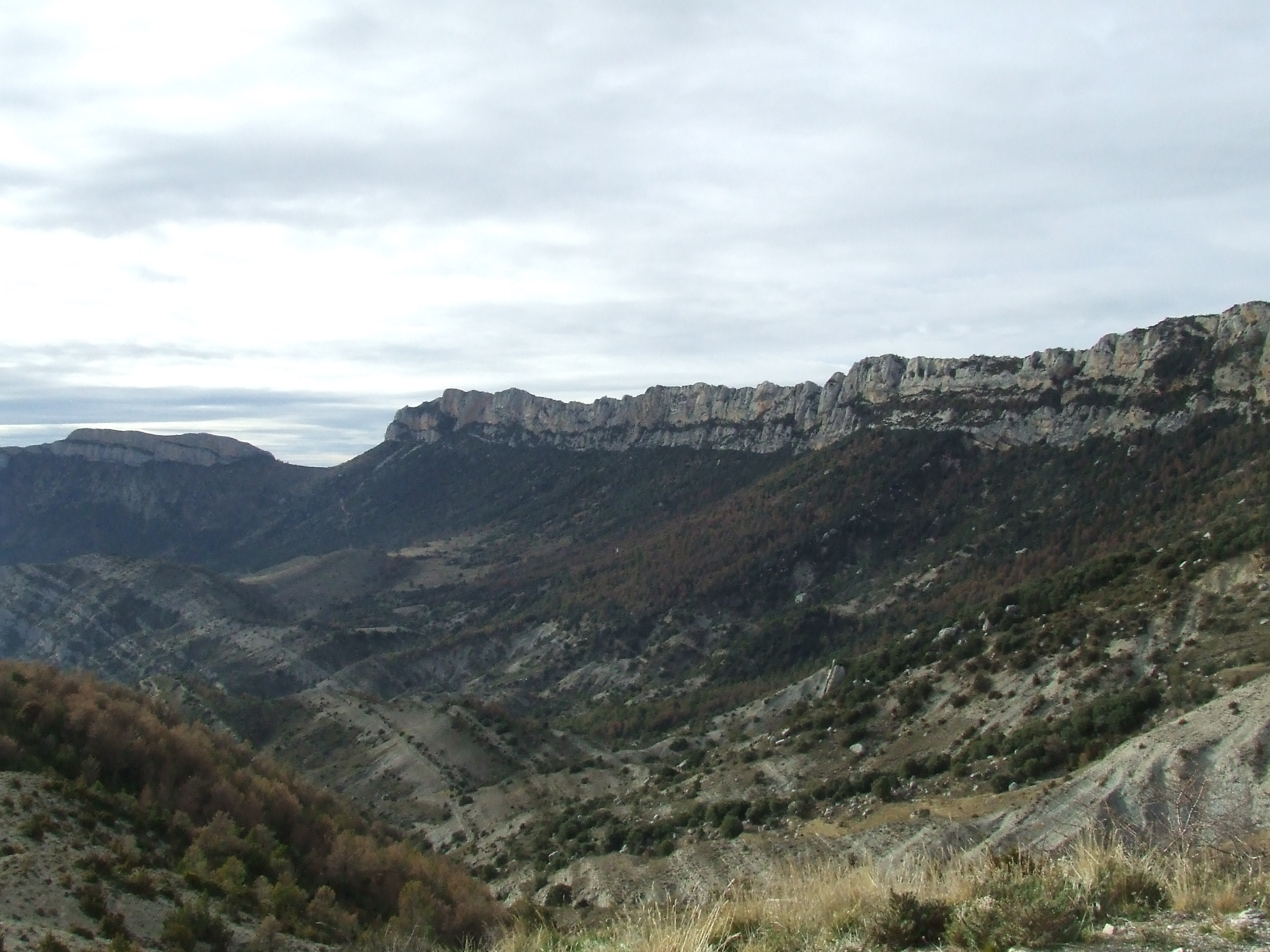
La Serra de Carreu des del nord-est

Començant per llevant, els elements importants que integren la serra són: el Grau de Queralt, de 1.709 m d'altitud, al límit, com ja ha quedat dit, dels termes municipals d'Abella de la Conca i de Coll de Nargó (per tant, al límit de les comarques del Pallars Jussà i de l'Alt Urgell), i ja íntegrament en terme d'Abella, la cinglera del Cap de Plan-de-riba, que assoleix els 1.760,3 m d'altitud i presenta un desnivell de quasi 70 metres a plom, el Pical Ras, de 1.782,5 m, el Cap de Carreu, de 1.749,3 m (que molts consideren el punt més alt, tot i que no ho és; això sí, és el que més aparença en té), a llevant del qual s'obre el Pas de Castellnou (1.690,6 m) i el Centucall, i a ponent el Coll Nadilla (1.693,2 m), el Pas de la Ce (1.574,6 m), lo Tossalet (1.639,4 m) i les Cingleres de la Tàpia, prop de les quals hi ha l'Espluga del Perdiu, que ronden els 1.635 m d'altitud, i el Gallinova, de 1.687,3 m d'altitud. A lo Tossalet comença el tros de serra de Carreu que és termenal amb Conca de Dalt (antic municipi d'Hortoneda de la Conca).
Cadascun d'aquests colls i passos acollia un camí que, remuntant la Serra de Carreu, enllaçava la vall de Carreu amb la del riu d'Abella. La major part d'aquests camins han quedat en desús, però encara se'n conserven restes, com el Camí del Grau, que porta des del nord fins al Grau de Queralt.
L'extrem sud-occidental de la Serra de Carreu enllaça, a través de la Collada del Trumfo (1.462,7 m d'altitud), amb la serra de Monteguida.

## L'espai natural Serra de Carreu
La seva carena principal, que és la que acabem de descriure, constitueix el centre de l'espai natural Serra de Carreu, que abraça tota la vall superior del riu d'Abella, emmarcada entre la serra de Carrànima i la part meridional de la de Carreu. Aquest espai natural és part integrant de la Reserva Nacional de Caça de Boumort. En alguns documents apareix com a Serra de Carreu - Sant Corneli, tot i que Sant Corneli no està de fet integrat en aquest espai natural. L'Espai Natural Protegit de la Serra de Carreu-Sant Corneli va ser incorporat al PEIN pel Decret 328/1992, pel qual s'aprovava el PEIN. Aquest Espai va ser declarat per primera vegada com a Zona d'especial protecció per a les aus (ZEPA) el 1987 i com a LIC el 1997. Posteriorment, va ser ampliat com a espai Natura 2000.
L'Espai natural Serra de Carreu abraça 3.164,93 ha; s'estén majoritàriament en el terme d'Abella de la Conca (2.427,09 ha), però també entra en el terme de Conca de Dalt (antic terme d'Hortoneda de la Conca, 607,89 ha), tots dos del Pallars Jussà, i en el de Coll de Nargó (antic terme d'Hortoneda de la Conca, 129,95 ha).
Conté una riquesa bastant ampla de flora, tot i que té zones senceres ermes, fruit d'incendis i de l'antiga activitat agrícola de la vall: pins de diverses espècies (pinassa, pi negre i pi roig), roures també de menes diferents (de fulla petita, martinencs), carrasca, boix, prats secs, prats d'ussona, festuca duríssima, avena montana, entre més.
Pel que fa a la fauna, a la Serra de Carreu hi ha cérvols, isards, galls fers, cabirols, daines, guineus, teixons, martes, musteles, àguiles calçades, pigots negres, pela-roques,
trencalossos, voltors, falcons pelegrins, entre d'altres.

### Medi físic
El tancament natural que formen el conjunt orogràfic de les serres de Carreu i de Carrànima determinen una petita conca, situada a un nivell superior a la de Tremp. Aquest fet ha condicionat un cert aïllament geogràfic de la zona, que ha permès la conservació del paisatge natural d'aquestes contrades. El relleu calcari d'aquest Espai determina una unitat geomorfològica del tot singular i espectacular, molt rica en fòssils del Cretàcic superior. La intensa activitat tectònica sobre els estrats calcaris ha produït nombrosos cingles, plegaments i accidents orogràfics. L'espai natural protegit assoleix diferents orientacions i altures (els punts culminals de la Serra assoleixen 1.300-1.500 m), mediterranis i submediterranis.

### Vulnerabilitat
Entre el principals impactes que afecten l'Espai cal esmentar els processos de degradació del sòl a la serra de Carreu o a l'Obaga d'Herba-savina, com a conseqüència (en part) de la pressió que els cérvols exerceixen sobre la vegetació. L'Espai conté àrees més o menys localitzades de risc geològic amb moviments per caiguda de blocs. Atesa la complexa orografia, el despreniment de blocs des dels cingles és un dels riscos ambientals més importants. Alguns elements de la flora i fauna de caràcter boreoalpí i centreeuropeu, a més dels propis de l'alta muntanya pirinenca, presenten certa vulnerabilitat a les afectacions.

### Fauna
En aquesta serra hom troba el límit meridional de la distribució al Prepirineu central d'una sèrie d'espècies, com ara l'escorxador (Lanius collurio), el trencalòs (Gypaetus barbatus), el llangardaix pirinenc (Lacerta agilis) o el gall fer (Tetrao urogallus). Pel que fa als invertebrats, s'hi troben espècies protegides i ja presents en altres EIN propers, com el cerambícid barranyiquer del roure (Cerambyx cerdo), el lucànid cérvol volant o escanyapolls (Lucanus cervus) o el lepidòpter graèllsia (Graellsia isabellae).

### Vegetació i flora
Hi ha una alternança entre els paisatges vegetals segons les orientacions. Als indrets més assolellats de les parts baixes, s'hi fan els carrascars. El bosc principal és, però, la roureda de roure de fulla petita (Violo-Quercetum faginae), sovint substituïda per boixedes i prats secs, alguns dels quals exclusius d'aquest territori (Teucrio-Thymetum fontqueri…). La roureda de roure martinenc (Buxo-Quercetum pubescentis), acompanyada de pinedes de pi roig (Pinus sylvestris) i pinassa (Pinus nigra) domina en gran part de l'estatge montà, especialment a les obagues, on es localitzen alguns elements centreeuropeus. Igual que a la serra de Boumort, als nivells culminals apareixen petites raconades amb pinedes de pi negre (Pinus uncinata) que confereixen elements singulars a aquests espais. Aquestes localitats constitueixen el límit meridional al Prepirineu central d'alguns elements boreoalpins i centreeuropeus propis de l'alta muntanya pirinenca.

## Enllaços externs

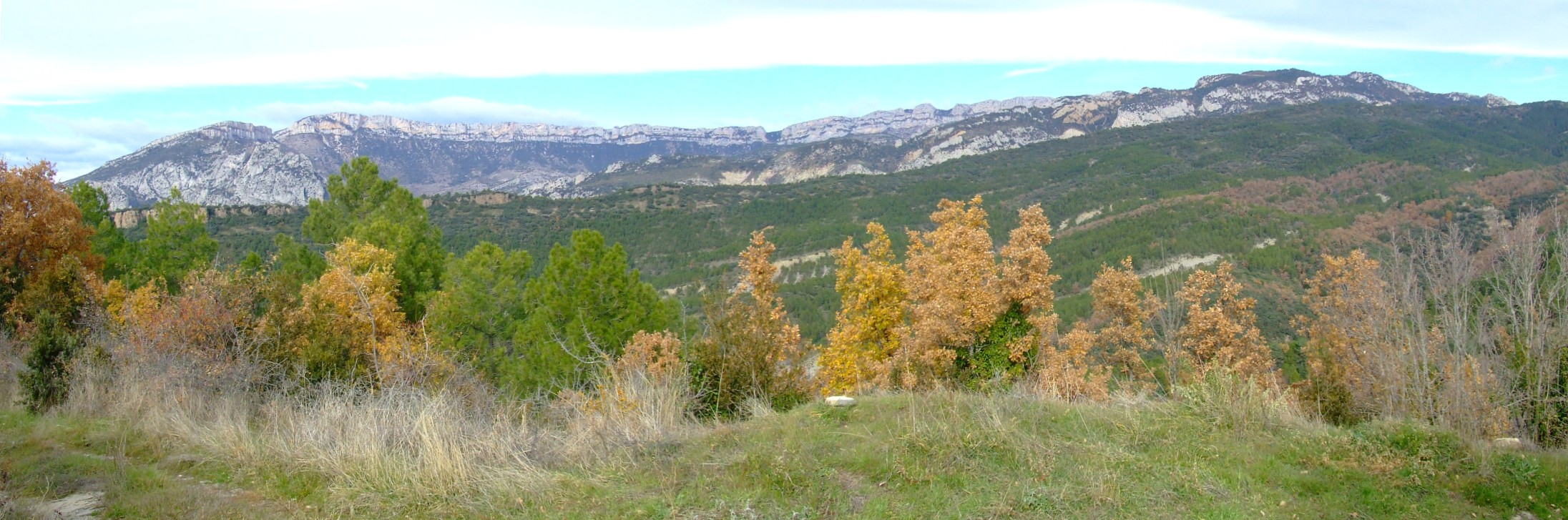
Panoràmica de les serres de Carrànima (primer terme) i de Carreu (al fons)